# Centaurea fabregatii
Centaurea fabregatii — вид квіткових рослин айстрових (Asteraceae). Ендемік сх. Іспанії.